# سفالگری در نیشابور
نیشابور در دوران طلایی اسلامی یکی از مراکز بزرگ و مهم صنعت سفالگری، کوزه گری و صنایع وابسته به‌ شمار می‌رفته‌است. بسیاری از پژوهشگران، بر این باورند که هنر برجای مانده در سفالینه‌های نیشابور، در ادامهٔ روند هنر دوره ساسانی بر روی فلز است که بررسی در مهارت ساخت و به کار بردن تزیینات و عبارات مختلف و تحول خط را بر روی سفالینه‌ها ممکن می‌سازد.

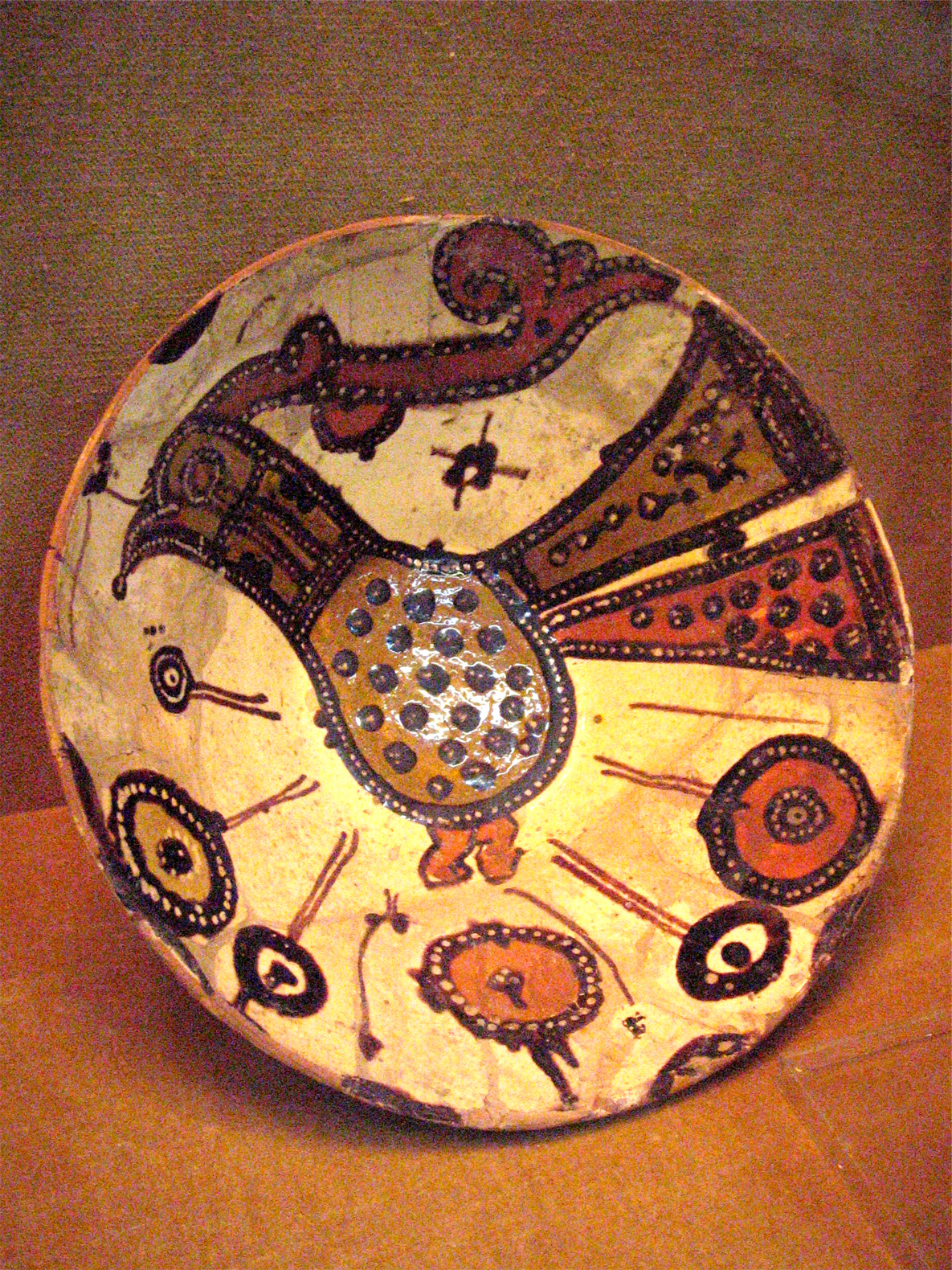
ظرفی سفالی از نیشابور، مربوط به سده نه یا ده میلادی. موزه ملی ایران

هنر سفالگری نیشابور، علاوه بر تنوع در تکنیک‌های ساخت، دارای تنوع‌های تازه طراحی نقوش و خوشنویسی روی آن نیز هست که بیانگر قدرت و تسلط هنرمندان این هنر است. شکل لعاب‌دهی، کتیبه‌های زیبای ظروف به خط کوفی، تزیینات نقوش گیاهی، حیوانات و انسان و نیز توانایی در ترکیب‌بندی تصویری هر یک از این عناصر در ظروف، این بخش از هنر اسلامی را دارای برتری کرده‌است. علاوه بر این، رابطه معنوی کلمات و جملات که شامل احادیث و روایاتی در خصوص رزق و روزی و انفاق می‌شود از جمله ویژگی‌های هنر این دوره‌است که به تزیینات صرف اکتفا نکرده و همسویی و معنادار بودن این هنر را دربر دارد. به سبب ویژگی‌های موجود در سفالینه‌های سدهٔ سوم و چهارم معروف به سفال سامانی، این نوع سفال به لعاب «گِلی» معروف شده‌است که بیش‌تر در شرق ایران، به ویژه نیشابور، ساخته می‌شده. سده سوم و چهارم هجری را اوج هنر سفالگری در نیشابور بوده‌است و نیشابور مهم‌ترین مرکز هنر و صنعت سفال گری در ایران و خراسان بزرگ در این دوره بوده‌است. در سال ۱۹۸۸ میلادی- سال ۱۳۶۷ شمسی طی پژوهش‌های باستان‌شناسی در نیشابور پیشینه سفال گری در نیشابور مشخص شد. حدود نیمی از جنس آثار کشف شده در این حفاری سفالین است. صنعتگرانِ نیشابوری با ترکیب نقوش ساسانی و هنر خوشنویسی اسلامی سفالینه‌هایی را به وجود آوردند که در تاریخ بی‌نظیر است. موضوع نقوش این ظروف، بسیار قابل توجه بوده و این مطلب را روشن می‌نماید که اگر چه از بعضی جهات، کوزه‌گران نیشابور احتمالاً از چینی‌ها اقتباس کرده‌اند ولی به‌طور کلی، هنر آنان، دنباله‌رو هنر ساسانی است.
آقای چارلز. ک. ویلکسون، موزه‌دار موزه متروپولیتن نیویورک، در طی حفاری‌هایی که در منطقهٔ نیشابور داشته‌است، در کتاب خود ظروف به دست آمده از تپه‌های باستانی نیشابور را این‌گونه تقسیم کرده‌است؛
- ظروف نخودی رنگ
- ظروف رنگ پاشیده
- ظروف سیاه رنگ بر زمینه سفید
- ظروف رنگارنگ بر زمینه سفید
- ظروف با پوشش دوغ‌آبی‌های زمینه رنگی
- ظروف سفید مات
- ظروف زرد رنگ مات
- ظروف سیاه رنگ با لکه‌های زرد
- ظروف تک‌رنگ
- ظروف منسوب به کشور چین
- ظروف با لعاب قلیایی و قالب‌های آن‌ها
- ظروف بدون لعاب

در تعداد بسیار زیادی از ظروف بررسی شده به نقوش هندسی و مجرد اکتفا شده که اگر بیان‌کنندهٔ منظور خاص (نشانه یا هنر) نباشند در مجموعهٔ نقوش هندسی و انتزاعی طبقه‌بندی می‌شوند. از مهم‌ترین تکنیک‌های تزیین ظروف در نیشابور؛
- سفال با پوشش گلی
- سفالینه با تزیین زرین فام
- سفالینه با لعاب پاشیده
- سفالینه با نقش کنده
- سفالینه با لعاب یکرنگ
- سفالینه با نقوش رنگارنگ

## نگاره‌ها

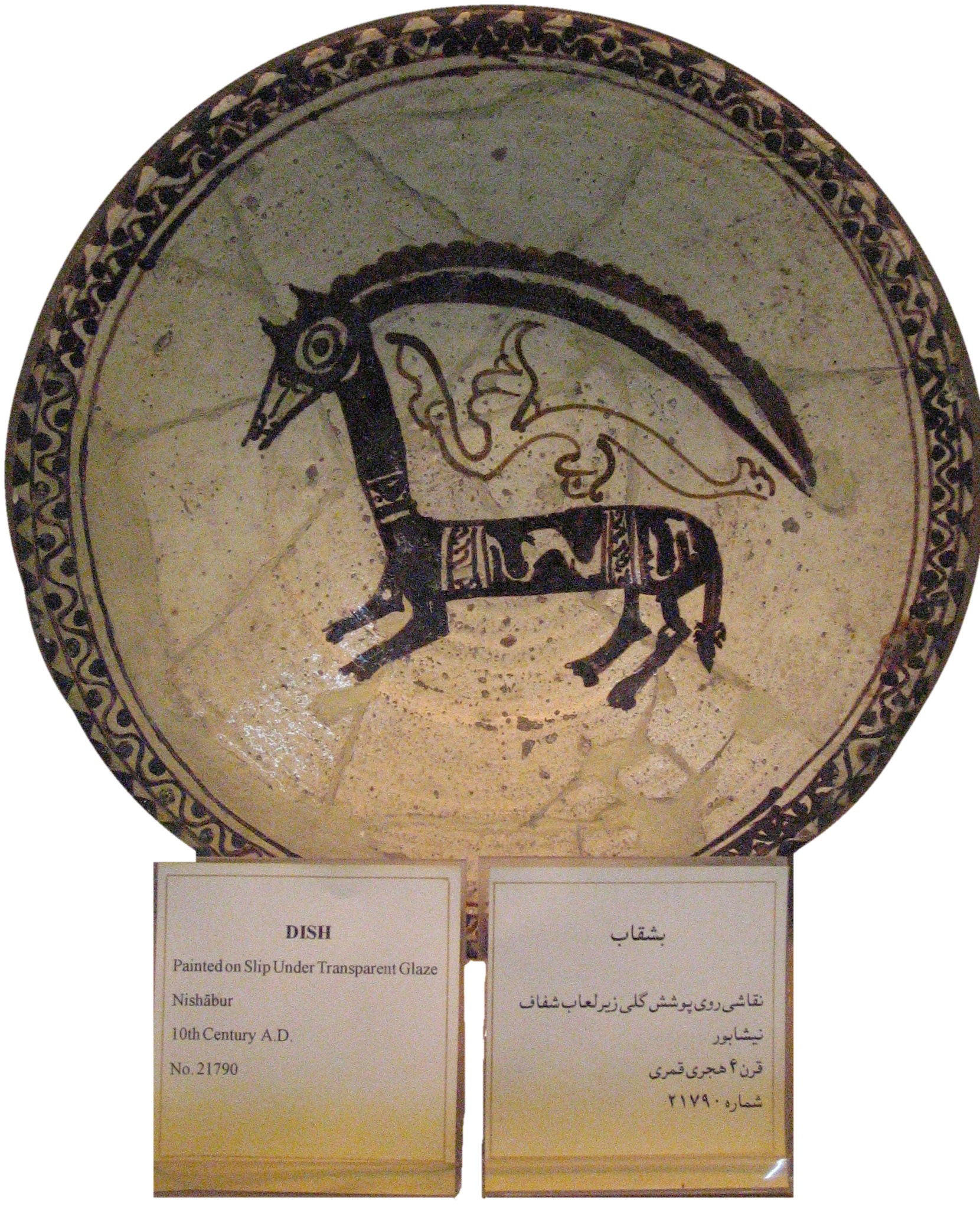
ظرف سفالی منقش به تصویر حیوات.سده دهم میلادی.
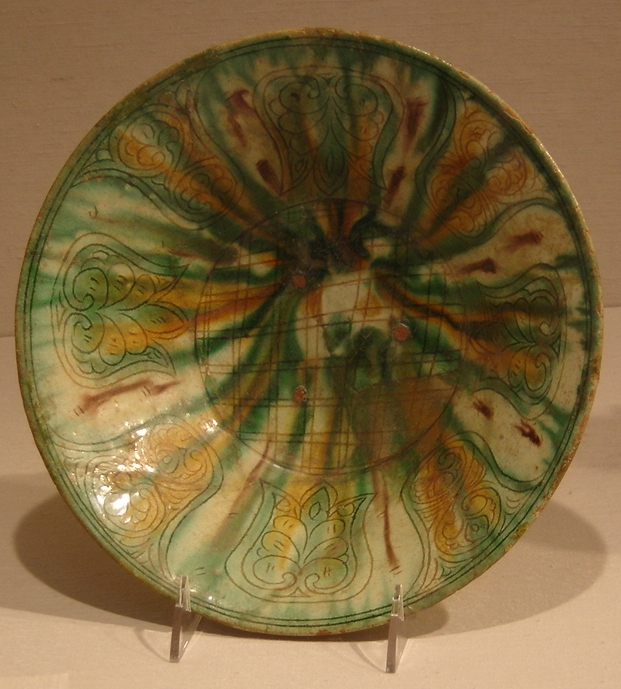
جـام. در بخش سبزپوشان در نیشابور کشف شده‌است و متعلق به سده نهم تا دهم میلادی است. موزه متروپولیتن نیویورک
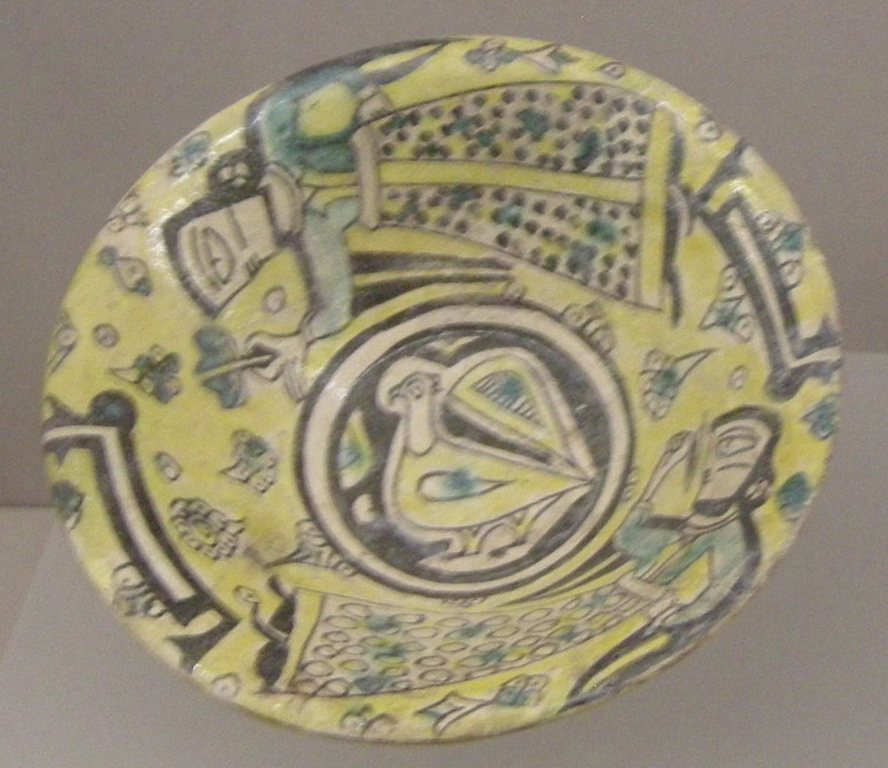
ظرف تزئینی .. سده دهم. کشف شده در نیشابور. موزه Museo d'Arte Orientale تورین ایتالیا.
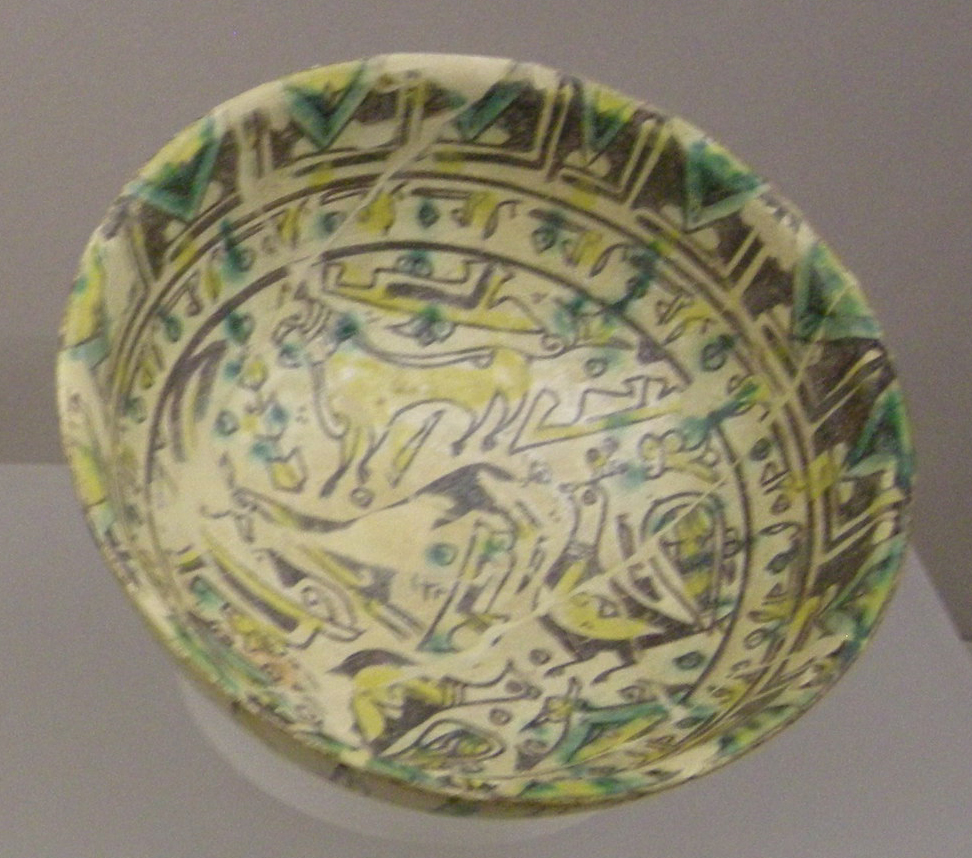
ظرف تزئینی .. سده دهم. کشف شده در تپه مدرسه، نیشابور. موزه هنرهای شرقی، تورین، ایتالیا. Museo d'Arte Orientale
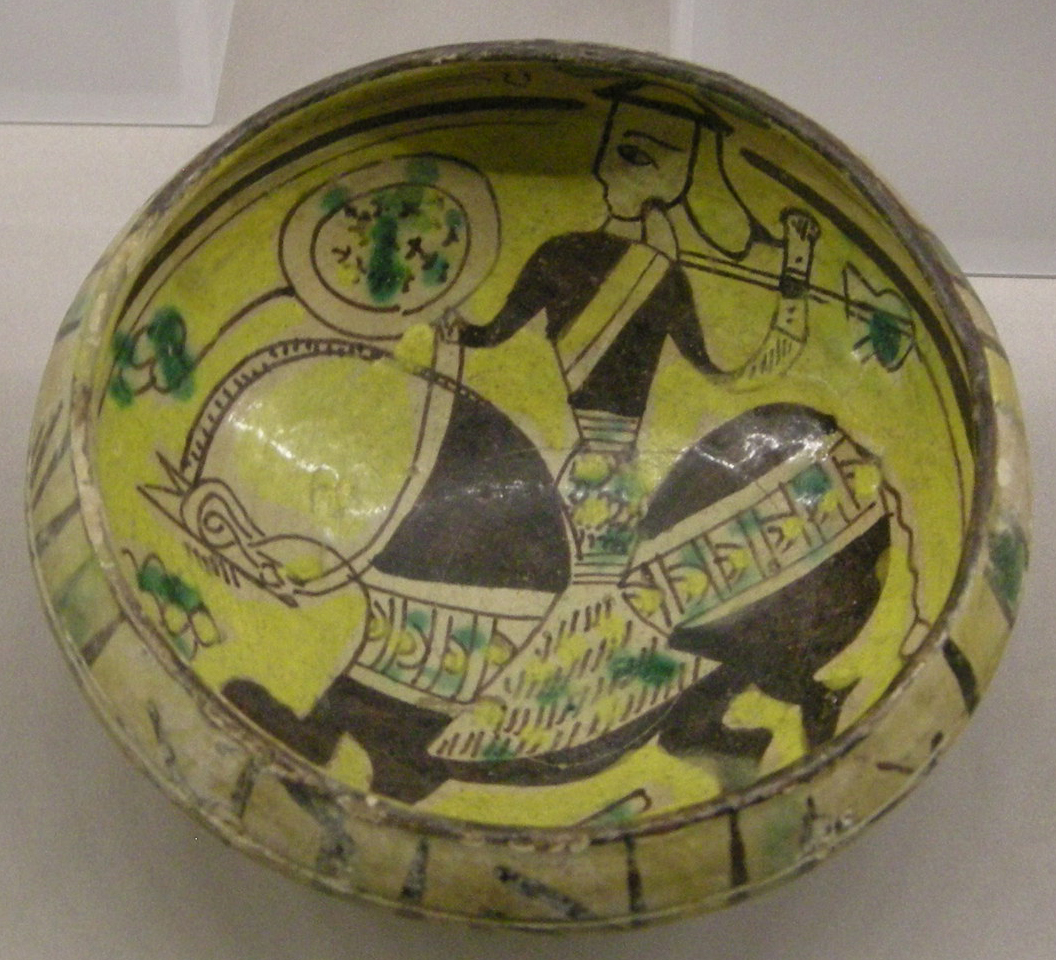
ظرف تزئینی .. سده دهم. کشف شده در تپه مدرسه، نیشابور. موزه هنرهای شرقی، تورین، ایتالیا. Museo d'Arte Orientale
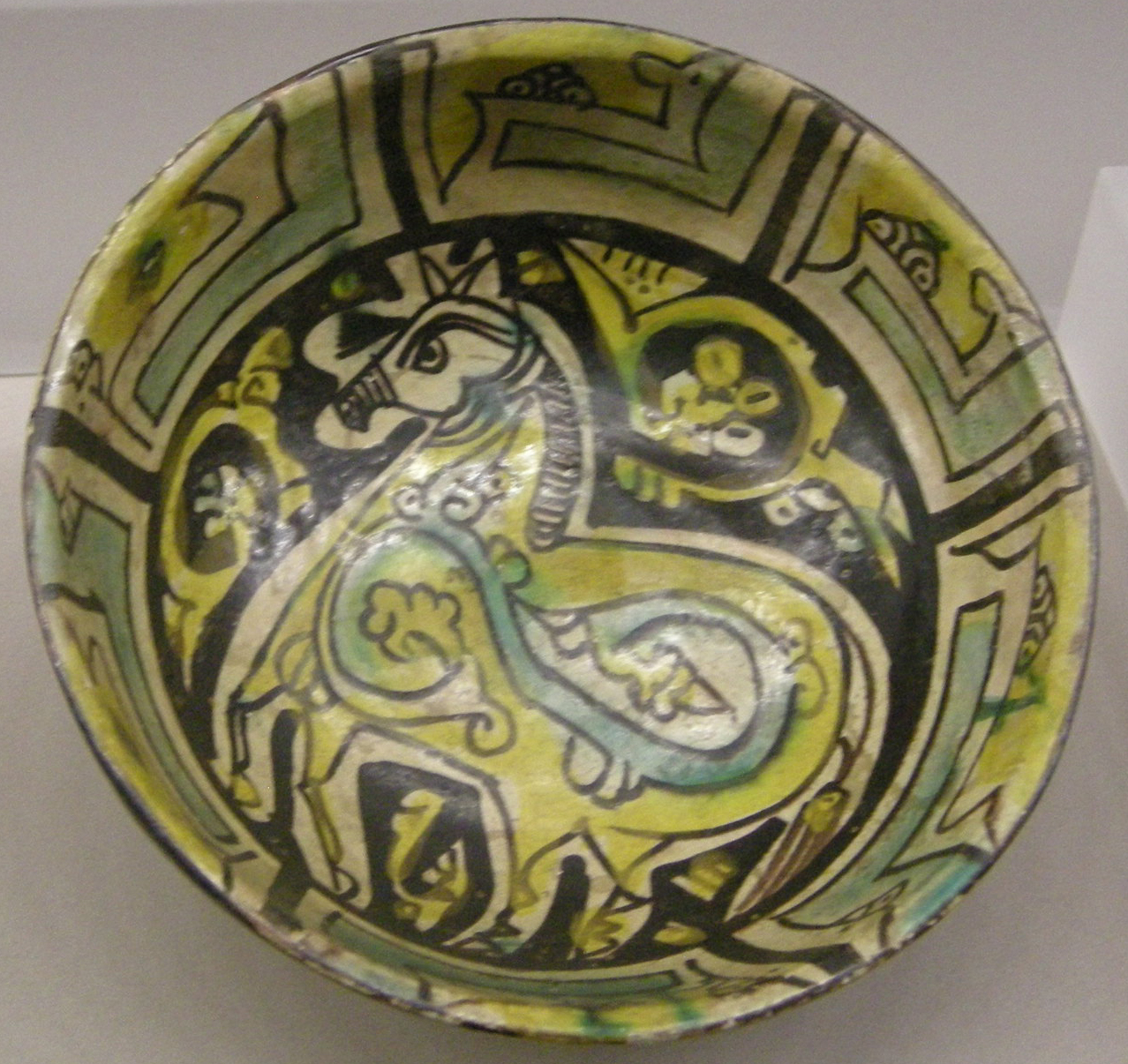
ظرف تزئینی .. سده دهم. کشف شده در تپه مدرسه، نیشابور. موزه هنرهای شرقی، تورین، ایتالیا. Museo d'Arte Orientale
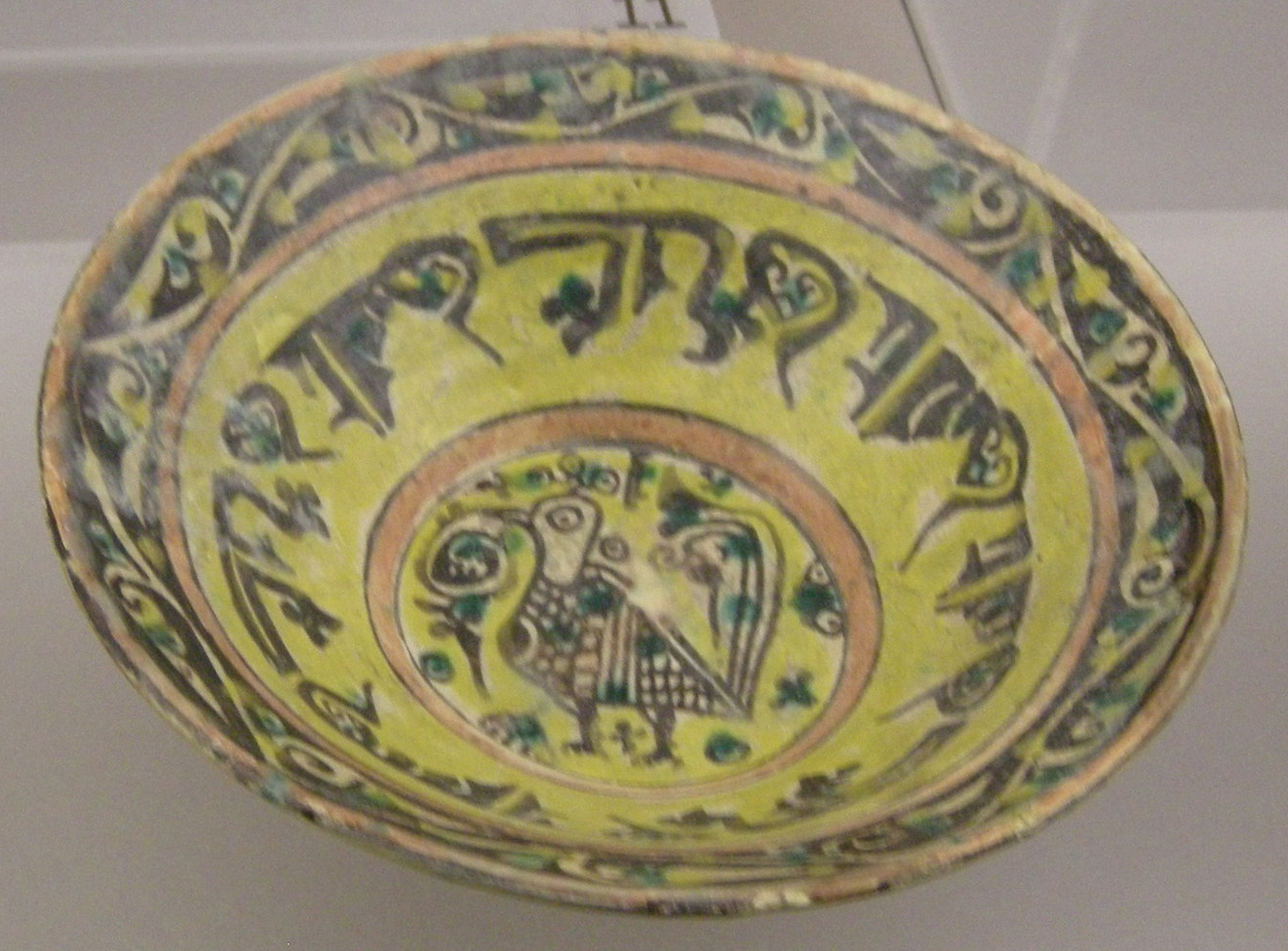
ظرف تزئینی .. سده دهم. کشف شده در تپه مدرسه، نیشابور. موزه هنرهای شرقی، تورین، ایتالیا. Museo d'Arte Orientale
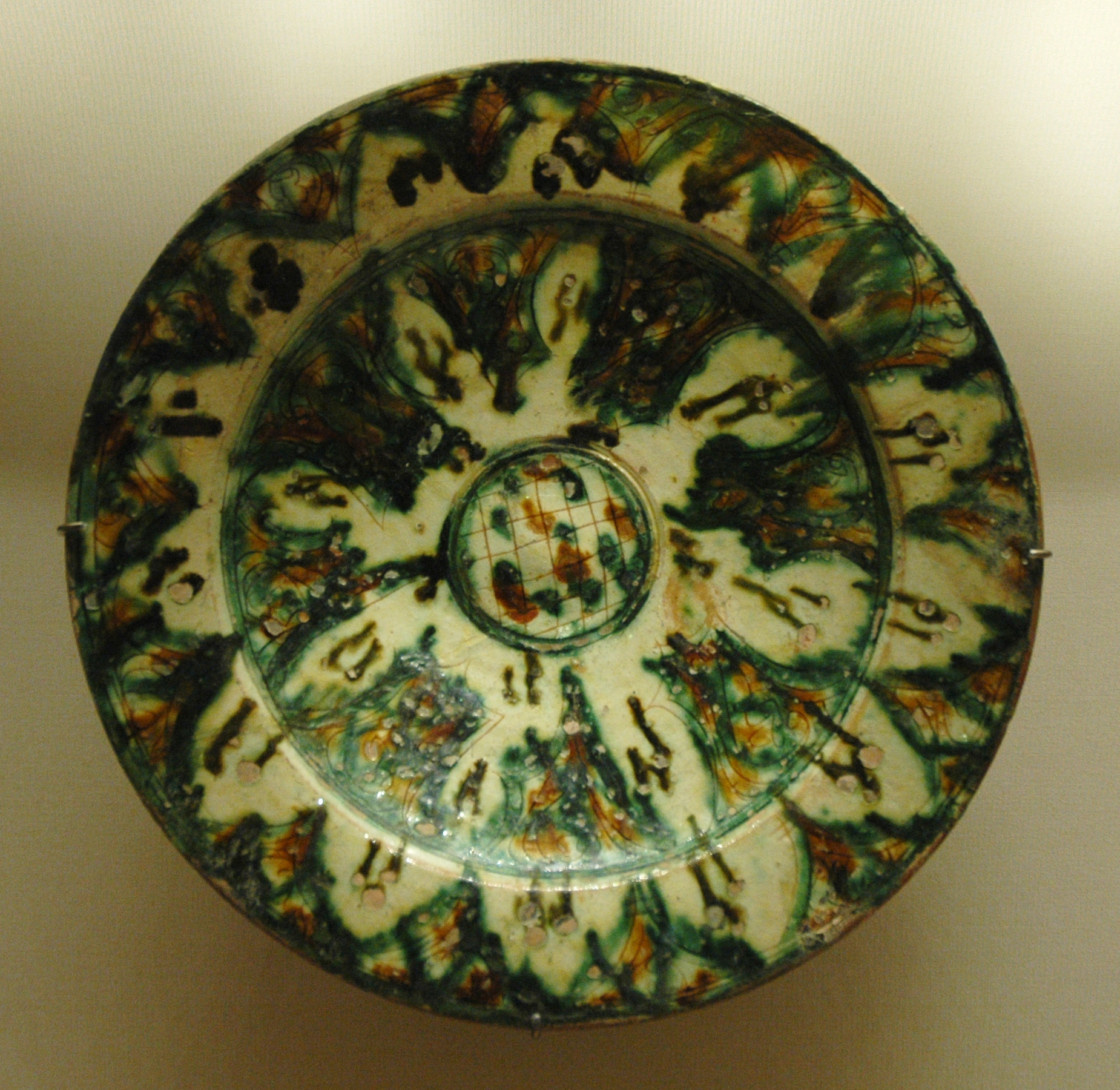
. ظرف تزئینی. سده ۱۰ یا ۱۱ میلادی. کشف شده در نیشابور، تپه مدرسه.موزه متروپولیتن نیویورک.
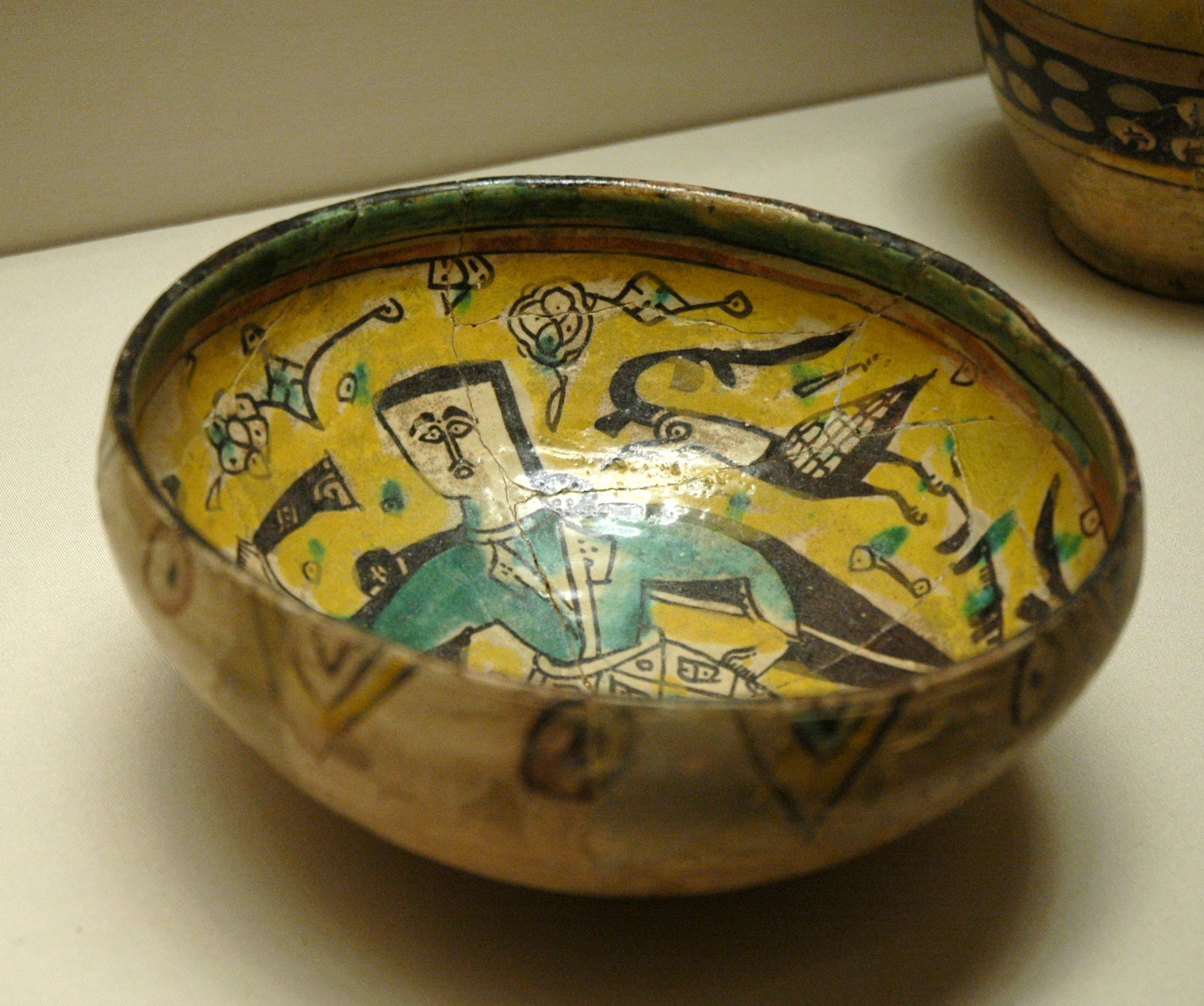
سفال تزئین شده. سده ۱۰ یا ۱۱ میلادی. کشف شده در تپه مدرسه، نیشابور.موزه متروپولیتن نیویورک.
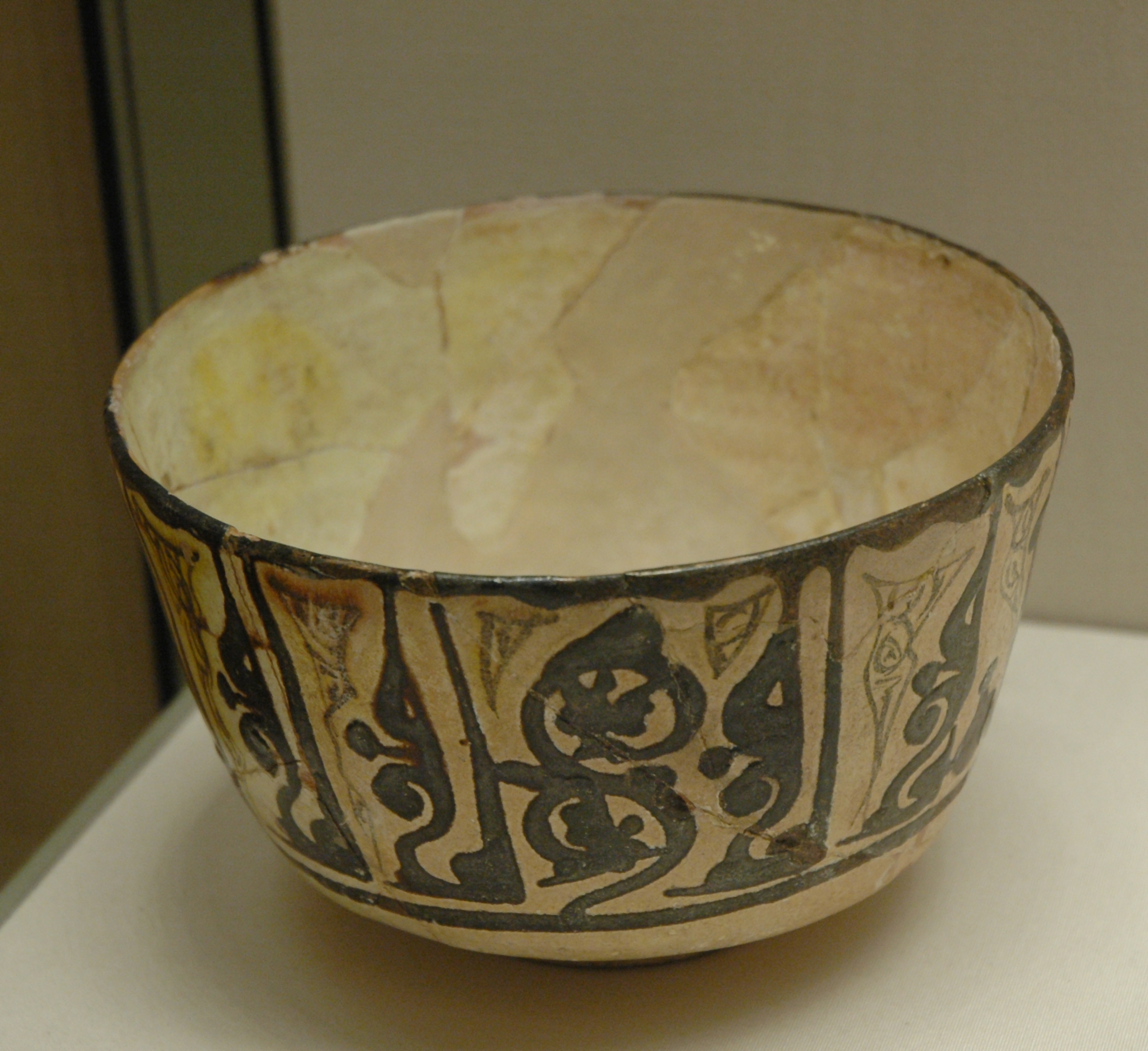
ظرف منقش به خط کوفی. سده ۱۰ یا ۱۱ میلادی. کشف شده در تپه مدرسه، نیشابور.موزه متروپولیتن نیویورک.
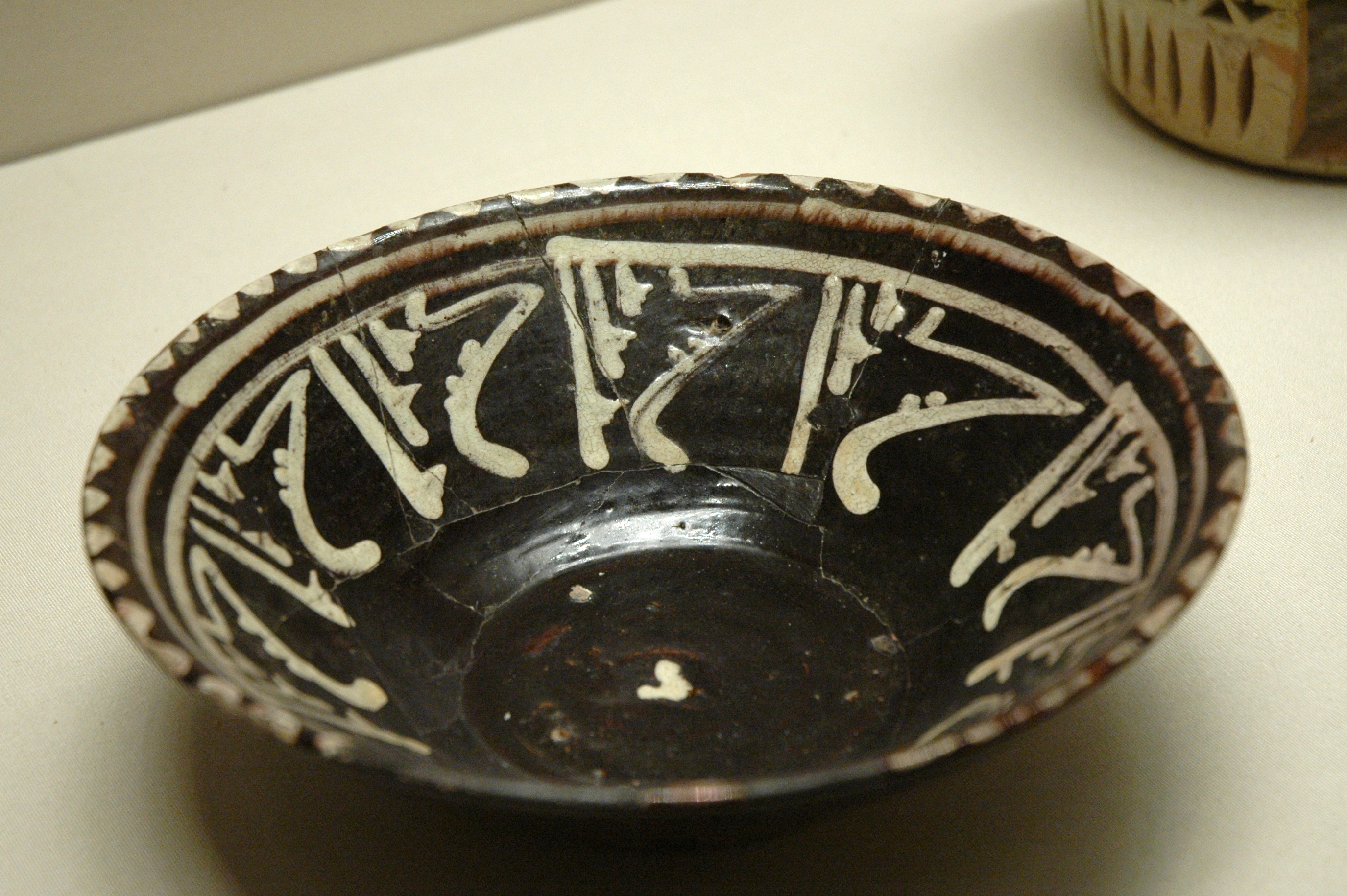
ظرف منقش به خط کوفی. سده ۱۰ یا ۱۱ میلادی.، نیشابور.موزه متروپولیتن نیویورک.
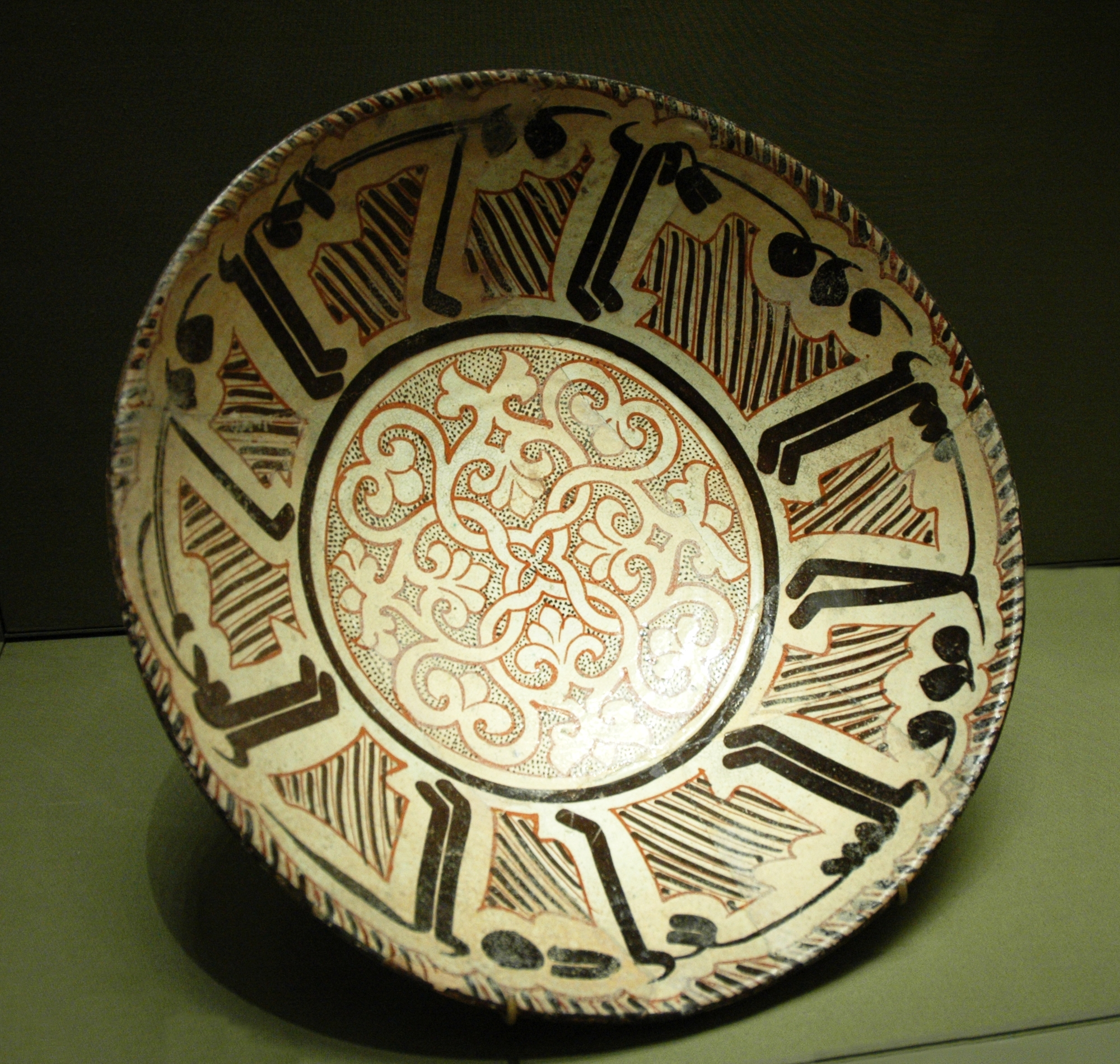
ظرف منقش به خط کوفی. سده ۱۰ یا ۱۱ میلادی. کشف شده در تپه مدرسه، نیشابور.موزه متروپولیتن نیویورک.
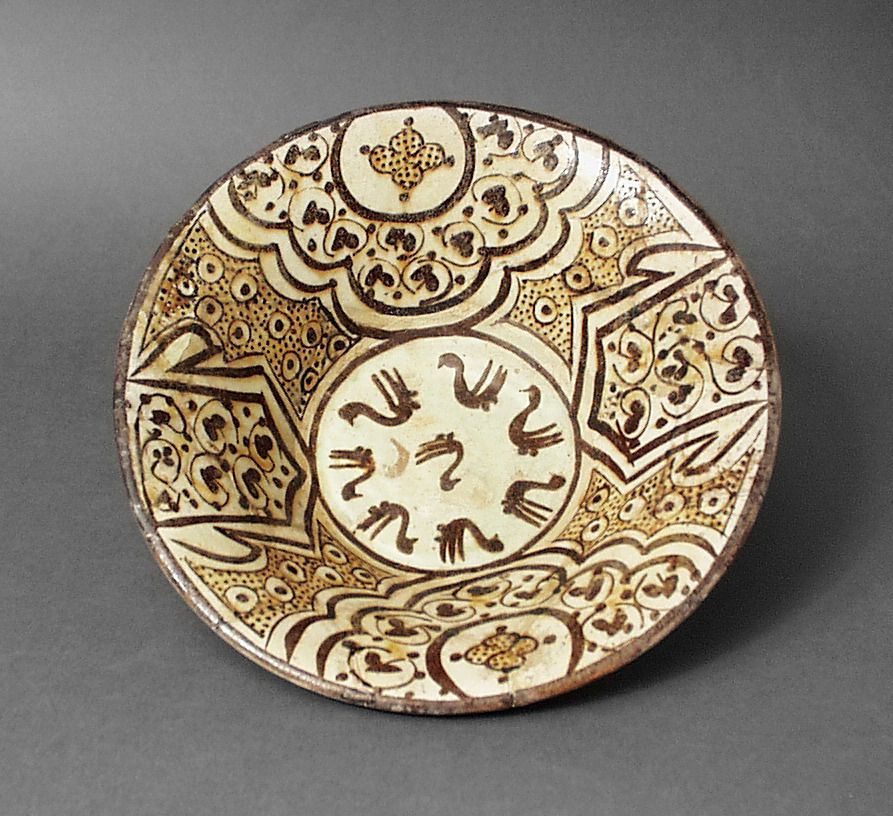
سفال نیشابوری مربوط به دوران دهم میلادی، موزه شهرستان لس آنجلس
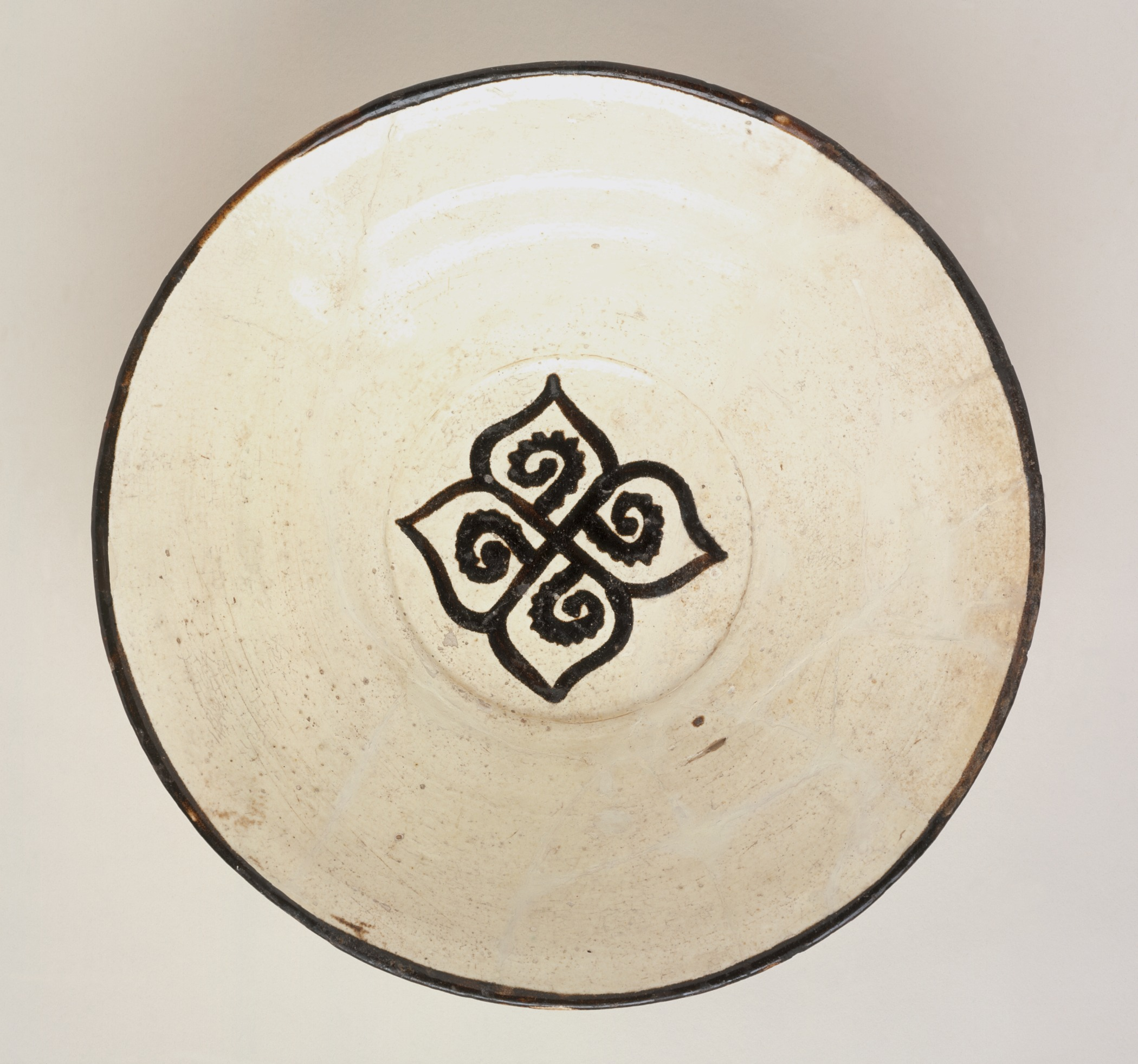
سفال نیشابوری مربوط به دوران دهم میلادی، موزه شهرستان لس آنجلس
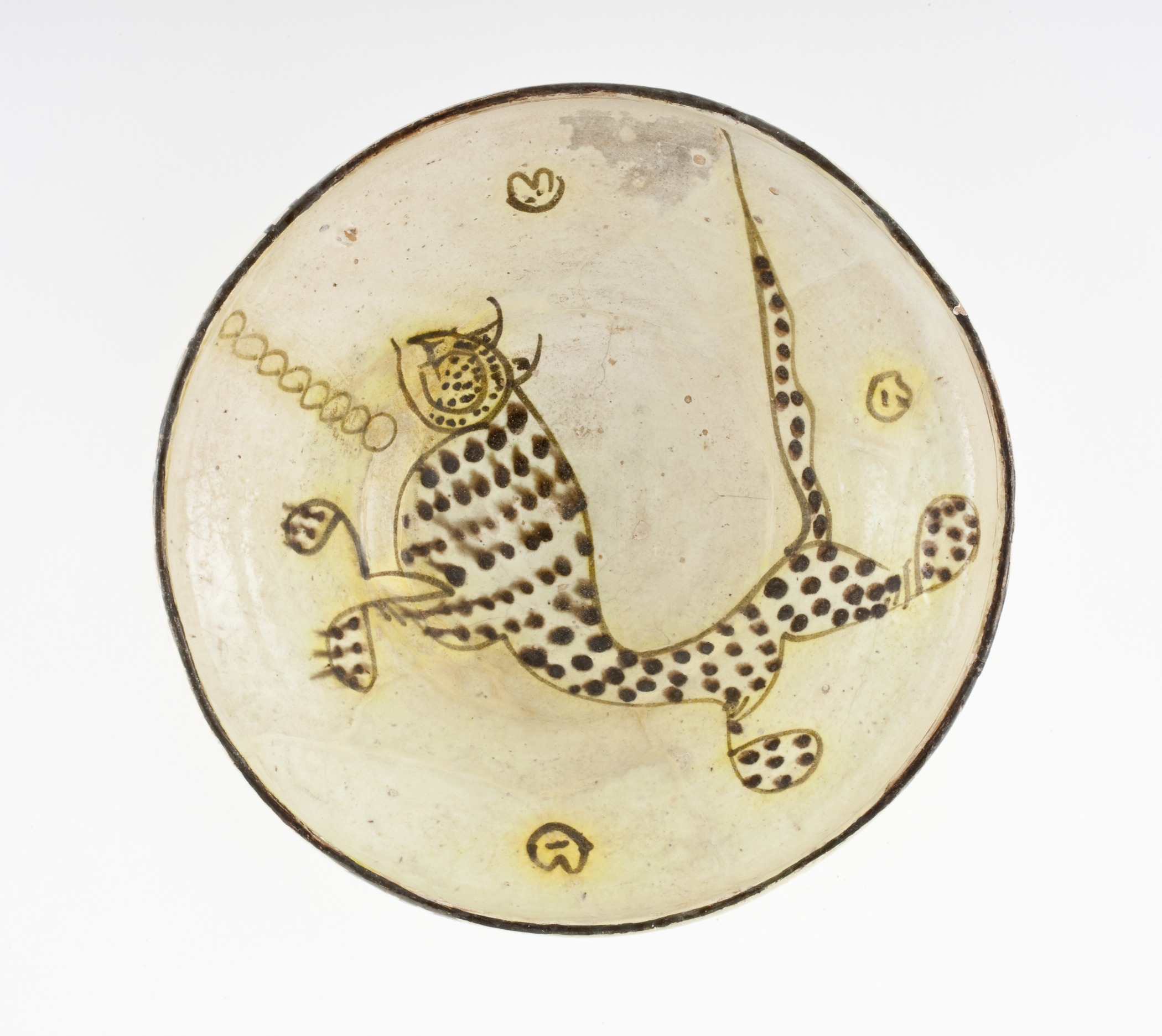
سفال نیشابوری مربوط به دوران دهم میلادی، موزه شهرستان لس آنجلس
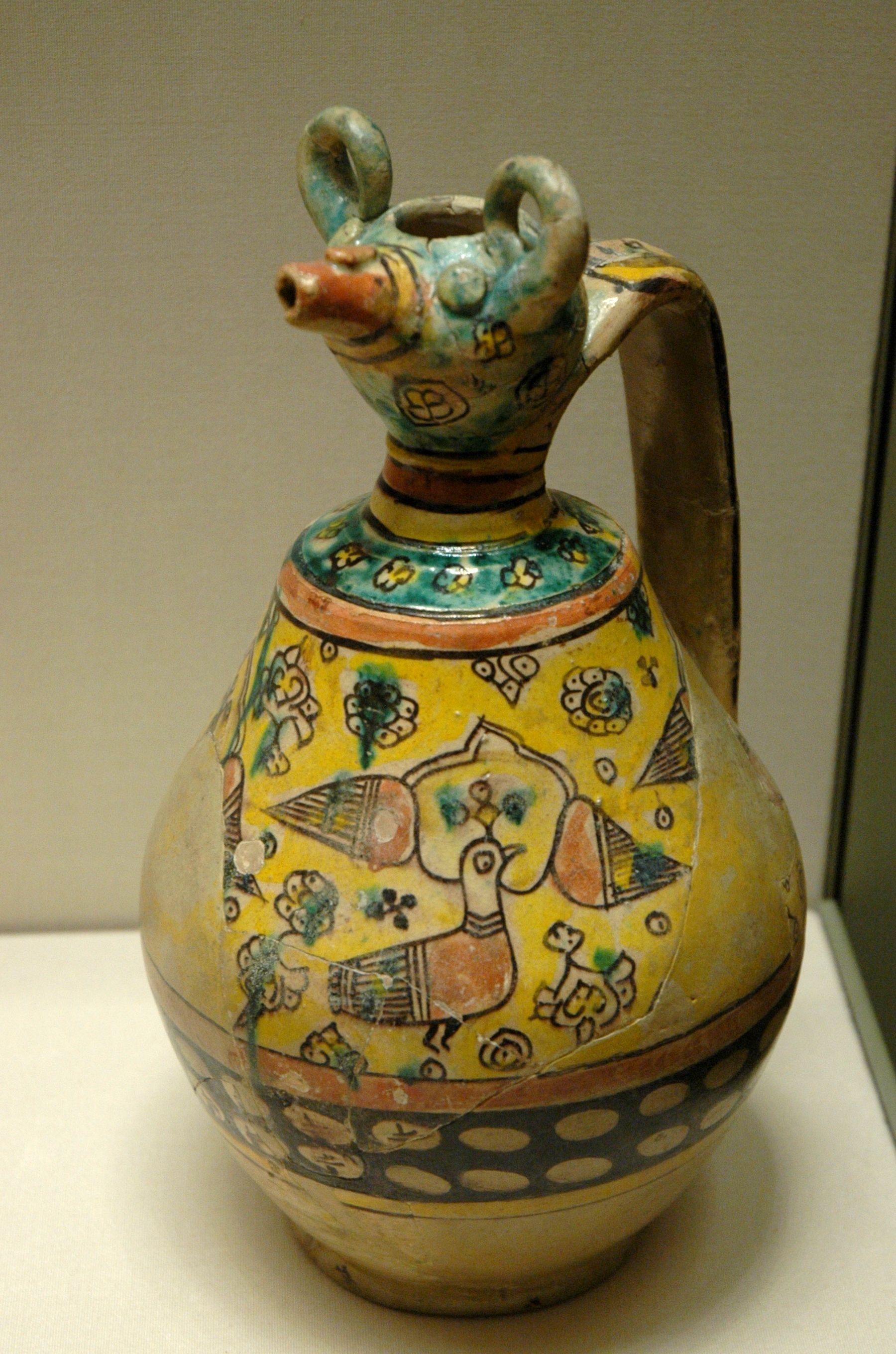
کوزه سفالی تزئین شده. سده ۱۰ یا ۱۱ میلادی. کشف شده در تپه مدرسه، نیشابور.موزه متروپولیتن نیویورک.